# إس إس إس إس.غريدمان
إس إس إس إس.غريدمان هو فيلم أنمي ياباني من سلسلة توكوساتسو 1993-1994. الإنتاج مُشترك بين تسوبورايا  بروديكشنز مع استوديو تريغر. شركتين للإنتاج تعاونتا في السابق على دينكو كوين غريدما: الأولاد يخترعون البطل العظيم التي هي رسوم متحركة أصلية للشبكة،  التي كانت جزءا من المعرض الياباني للروسوم.
هذا المشروع كان أعلن في أنمي إكسبو 2017. خلال طوكيو كون الهزلية، تم الإعلان عن المشروع كذلك إلى جانب أنمي في 2019. تصاميمغريدمان يبذلها ماسايوكي غوتو، ممثل الأداء الصوتي هيكارو ميدوريكاوا يؤكد عودته إلى أداء دوره. في 24 مارس عام 2018، كشف الموقع الرسمي تفاصيل أخرى المتعلّقة بالأداء الرئيسي.

## الشخصيات
يوتا هايبيكي (響裕太 Hibiki Yūta)
أداء صوتي: يويا هيرسي
غريدمان (グリッドマン Guriddoman)
أداء صوتي: هيكارو ميدوريكاوا
شو يوتسومي (内海 将 Utsumi Shō)
أداء صوتي: سوما سايتو
روكّا تاكارادا (宝多六花 Takarada Rokka)
أداء صوتي: يومي ميياموتو
أكاني شينزو (新条 アカネ Shinjō Akane)
أداء صوتي: رينا أويدا

## وصلات خارجية
- إس إس إس إس.غريدمان على موقع IMDb (الإنجليزية)
- إس إس إس إس.غريدمان على موقع فيلمافينيتي (الإسبانية)
- إس إس إس إس.غريدمان على موقع ميوزك برينز (الإنجليزية)
- إس إس إس إس.غريدمان على موقع قاعدة بيانات الفيلم (الإنجليزية)
- إس إس إس إس.غريدمان على موقع ANN anime (الإنجليزية)

- SSSS.GRIDMAN (باليابانية)